# The Way Life Goes
The Way Life Goes ist der Titel des am 29. April 2013 veröffentlichten erstes Soloalbums des US-amerikanischen Sängers, Gitarristen und Songwriters Tom Keifer. Es ist im Genre des Bluesrock zu verorten.

## Hintergrund
Tom Keifer sammelte erste musikalische Erfolge als Sänger der US-amerikanischen Hard- und Bluesrock-Band Cinderella, die in den später 1980er und frühen 1990er Jahren mehrfach mit Platinalben ausgezeichnet wurde. Größter kommerzieller Erfolg war 1988 das Album Long Cold Winter, das der Gruppe zu internationaler Bekanntheit verhalf. Während der US-Tournee zum Album Heartbreak Station verlor Keifer 1991 plötzlich seine Stimme. Die Tour musste abgebrochen werden, Keifer wurde in der Folge mehrfach operiert. 1994 erschien nach langer Zeit Still Climbing. Auch infolge der inzwischen eingetretenen Grunge- und Alternative-Welle, vor allem aber wegen mangelnder Unterstützung ihrer Plattenfirma, Mercury Records, floppte das Album. 1995 löste sich die Gruppe auf, fand aber 1997 wieder zusammen.
Keifer ließ weitere Operationen vornehmen, um seine Stimme zu erhalten, außerdem kämpfte er mit Depressionen. Er trennte sich von seiner Frau und zog nach Nashville, wo er sich ein eigenes Tonstudio aufbaute. Dort begann er, Lieder für ein Soloalbum zu schreiben. 1997 unterbrach er die Arbeiten für ein geplantes Comeback mit Cinderella. Die Gruppe unterzeichnete einen neuen Plattenvertrag mit Sony Music. Der Vertrag bestand bis 2001, dann wurde er von Sony gekündigt, weil die von der Band angebotenen Stücke der Firma nicht stark genug erschienen. In Nashville lernte Keifer auch seine spätere Frau, Savannah Snow, kennen, die als Songwriterin für einen Musikverlag arbeitete.
Keifer arbeitete danach weiter an seinem Soloalbum, 2003 entstanden die ersten Aufnahmen. Als er 2004 Vater wurde, geriet die Arbeit wieder ins Stocken, und auch die weiterhin durchgeführten Tourneen mit Cinderella bremsten ihn aus: Unter anderem tourte die Band zusammen mit Ratt, Quiet Riot und FireHouse unter dem Banner Rock Never Stops im Sommer 2005 durch die USA. 2006 war sein geplantes Album weitgehend fertig, als Keifer auf einer Konzertreise mit Poison erneut seine Stimme verlor. Es wurde eine neurologisch bedingte Lähmung (Parese) der Kehlkopfmuskulatur festgestellt. Ihm wurde gesagt, dass er wahrscheinlich nie wieder würde singen können. Um seine Karriere dennoch fortsetzen zu können, war es erforderlich, mithilfe von Logopäden, Stimmbildnern und Gesangslehrern die Stimmbänder so zu trainieren, dass sie wieder zum Singen genutzt werden konnten.
Für die Arbeiten an seinem Album, die er ab 2008 wieder aufnahm, griff Keifer teilweise auf Lieder zurück, die er viele Jahre zuvor geschrieben hatte. So war zum Beispiel The Flower Song bereits in den 1990er Jahren in Zusammenarbeit mit dem Songwriter Jim Peterik (Survivor) entstanden, und mit ihm schrieb Keifer auch den Titel Cold Day in Hell. Sieben Songs des Albums entstanden in Zusammenarbeit mit seiner Frau, die zu zwei Titeln (A Different Light und Ask me Yesterday) auch den Hintergrundgesang beisteuerte.
Neben Savannah Keifer steuerten außerdem verschiedene Gastmusiker ihr Können bei: Der langjährige Saxophonist der Rolling Stones, Bobby Keys, spielte das Solo für den Titel Babylon ein; Jim Horn, der ebenfalls für die Rolling Stones, aber auch für Steely Dan und die Beach Boys gearbeitet hatte, spielte auf Cold Day in Hell. Cinderella-Gitarrist Jeff LaBar wirkte bei Mood Elevator mit.
Das Ergebnis beschreibt Keifer selbst so:

„Man könnte es als Mischung aus Long Cold Winter und Heartbreak Station beschreiben, angereichert um ein paar neue Zutaten. Ich habe bei Cinderella immer den Großteil der Lieder geschrieben und dann auch gesungen. Da halten sich die Unterschiede nun mal in Grenzen.“

The Way Life Goes wurde am 29. April 2013 veröffentlicht. Bereits im März 2013 waren zunächst Solid Ground und wenig später The Flower Songs als Singles auf CD und über Online-Musikdienste veröffentlicht worden.

## Titelliste
| Nr.          | Titel              | Autor(en)                          | Gastmusiker                                               | Länge |
| ------------ | ------------------ | ---------------------------------- | --------------------------------------------------------- | ----- |
| 1.           | Solid Ground       | Tom Keifer, Savannah Keifer        |                                                           | 4:08  |
| 2.           | A Different Light  | T. Keifer, S. Keifer               |                                                           | 3:57  |
| 3.           | It’s not Enough    | T. Keifer, S. Keifer, Kent Agee    |                                                           | 3:06  |
| 4.           | Cold Day in Hell   | T. Keifer, Jim Peterik             | Jim Horn (Saxofon), Pat Buchanan (Gitarre, Mundharmonika) | 3:42  |
| 5.           | Thick and Thin     | T. Keifer                          |                                                           | 3:45  |
| 6.           | Ask Me Yesterday   | T. Keifer                          | Ron Wallace, Pat Buchanan (Gitarren)                      | 3:56  |
| 7.           | Fools Paradise     | T. Keifer                          |                                                           | 3:26  |
| 8.           | The Flower Song    | T. Keifer, Peterik                 | Pat Buchanan (Slidegitarre)                               | 4:11  |
| 9.           | Mood Elevator      | T. Keifer, S. Keifer               | Jeff LaBar (Gitarre)                                      | 3:36  |
| 10.          | Welcome to my Mind | T. Keifer, S. Keifer, Blair Daly   |                                                           | 3:25  |
| 11.          | You Showed Me      | T. Keifer                          | Pat Buchanan, Gary Burnette (Gitarren)                    | 4:21  |
| 12.          | Ain’t That a Bitch | T. Keifer, S. Keifer, Conley White |                                                           | 3:10  |
| 13.          | The Way Life Goes  | T. Keifer                          | Pat Buchanan (Mundharmonika)                              | 3:45  |
| 14.          | Babylon            | T. Keifer, S. Keifer, Doug Gordon  | Bobby Keys (Saxofon)                                      | 3:35  |
| Gesamtlänge: | Gesamtlänge:       | Gesamtlänge:                       | Gesamtlänge:                                              | 51:37 |

### Deluxe Edition
Am 20. Oktober 2017 erschien eine als Deluxe Edition bezeichnete Neuauflage des Albums bei Cleopatra Records. Sie enthielt neben den 2013 veröffentlichten Titeln zwei weitere Lieder. Dabei handelte es sich um Coverversionen von With a Little Help from My Friends (The Beatles) und dem von Keifer selbst geschriebenen und für dieses Album im Duett mit Lzzy Hale (Halestorm) gesungenen Nobody’s Fool vom Cinderella-Debütalbum Night Songs. Zusätzlich enthielt diese Ausgabe von The Way Life Goes eine DVD mit den Musikvideos zu Solid Ground, The Flower Song und It’s not Enough, sowie ein Making-of-Video der CD-Bonustracks.

## Rezeption
Martin Römpp schrieb in Rocks, es hätte „wohl niemand darauf gewettet,“ das Keifers Solo-Album „tatsächlich eines schönen Tages noch erscheinen“ werde. Das „enorme Qualitätslevel“, dass The Way Life Goes „nahezu durchgehend“ halte, sei daher die zweite große Überraschung. Keifer führe fort, was er „Anfang der Neunziger mit Cinderella vor allem auf Heartbreak Station angeschoben“ habe. Das Album biete „stark mit den alten Rolling Stones verbandelten Rock’n’Roll mit eingeflochtenen Blues- und Countryelementen“. Keifer zeige „seine gesamte Bandbreite“, die von rockigen Nummern bis zur Painoballade reiche. Hervorgehoben wurden die Titel Solid Ground, You Showed Me und In a Different Light – letzterer könne „auch im Jahr 2013 in den amerikanischen Country-Charts eine Rolle spielen.“ Darüber hinaus könne „eine intime Akustik-Nummer nicht besser inszeniert werden“ als Ask Me Yesterday. Römpp vergab vier von fünf möglichen Punkten.
Das Magazin listete The Way Life Goes als eines seiner Alben des Jahres 2013.
Thomas Kupfer meinte in seiner Rezension für Rock Hard, wenn die Meldung, dass Keifer „bereits seit 2003 an den Tracks für sein nun endlich erschienenes Solodebüt gearbeitet“ habe, „Ideenlosigkeit“ vermuten ließe, dann würden „derlei Überlegungen von den 14 Songs des Albums&#147; mühelos“ zerstreut. Zu dem bereits von Cinderella bekannten Blues-Einschlag gesellten sich diesmal „nicht nur Hardrock-, sondern auch Soul-, Gospel- und Country-Einflüsse“, die zu einer „stilistischen Entdeckungsreise par excellence“ einlüden. Einiges auf diesem Album „hätten selbst die Rolling Stones nicht besser hinbekommen“ können, der „knackige Opener“ Solid Ground oder das Hookmonster A Different Light schrien „geradezu nach Airplay,“ wobei „besonders letztere Nummer das Zeug zum (Country-)Hit“ habe.